# Claude Zaidman
Claude Zaidman, née le 15 août 1943 à Lyon 2e et morte le 27 décembre 2005 dans le 13e arrondissement de Paris, est une sociologue française.

## Biographie
Claude Zaidman était professeur à l'Université Paris VII et membre du comité de la revue Recherches féministes.
Spécialiste en genre et sociétés, elle a écrit de nombreux ouvrages sur les femmes, les rôles sexuels et le sexe et le genre. Elle est principalement reconnue pour son travail sur les fonctions sociales de la mixité dans l'enseignement primaire. Elle s'est aussi intéressée à la problématique sociologique des femmes en migration.
Elle est une des fondatrice du CEDREF(Centre d’Enseignement, de Documentation et de Recherches pour les Etudes Féministes) et de ses publications, Les cahiers du CEDREF. Le CEDREF est un centre pluridisciplinaire d'enseignement et de recherche sur les femmes, les rapports sociaux de sexe et le féminisme de l'Université Paris VII - Denis Diderot.

## Publications
- Égalite entre les sexes : mixité et démocratie,  Colloque intitulé "La mixite dans les organisations et les institutions", dir. Claudine Baudoux, Claude Zaidman, Centre d'Enseignement, de Documentation et de Recherches pour les Études Feministes, Paris, L'Harmattan, 1992.
- Manières de Table, in La Politesse, vertu des apparences, dir. par Régine Dhoquois, Paris, Éditions Autrement, 1992, p. 181-196[5]
- Sciences et genre: l'activité scientifique des femmes : États-Unis, Grande-Bretagne, France, éd. et coord. par Dominique Fougeyrollas-Schwebel, Hélène Rouch, Claude Zaidman, Margaret Rossiter, Londa Schiebinger, Evelyn Fox Keller et al., Paris, Publications universitaires Denis Diderot, coll. Cahiers du CEDREF, 2004 , 169 p.
- La mixité à l'école primaire, Paris, L'Harmattan, coll. Bibliothèque du féminisme, 1996[6],[7]
- Erving Goffman, L'Arrangement des sexes, présenté par Claude Zaidman, traduit par Hervé Maury, La Dispute, coll. Le genre du monde, 2002, 115 p.  (ISBN 978-2843030536)
- "La mixité en questions. Des résistances religieuses à la critique féministe, ou l'actualité de la question de la mixité scolaire" in "Femmes et sociétés à l'aube du XXIe siècle". Raison présente 2001(4), p. 37-51
- Le genre comme catégorie d’analyse : sociologie, histoire, littérature, dir. par Dominique Fougeyrollas-Schwebel, Christine Planté, Michèle Riot-Sarcey, Claude Zaidman, L’Harmattan, Bibliothèque du féminisme, Paris, 2003  (ISBN 2-7475-4639-X)[8].

## Sources
- Notice d'autorité de la BnF
- Renée Cloutier, « Hommage : à la regrettée professeure Claude Zaidman »,  in la revue Recherches féministes, vol. 19, n° 2, 2006, p. i-ii
- Compte-rendu d'ouvrage par Andrée Stanislas sur Claude Zaidman: La Mixité à l'École Primaire, in la revue Recherches féministes, vol. 9, n° 2, 1996, p. 171-172
Compte-rendu de La mixité…  : Nicole Mosconi, Revue française de pédagogie, 1997, vol. 120, n° 1, pp. 197–199 libre accès sur Persée
- Sa biographie sur le site Féminisme.ch
- Trois de ses ouvrages sont référencés dans la bibliographie de l'observatoire de la parité entre les hommes et les femmes (site gouvernemental)
- Le site du CEDREF
- Les Cahiers du CEDREF en ligne
- Le programme de la journée de séminaire qui lui a été dédiée le 4 avril 2008 à l'Université Paris 7
- Sa bibliographie complète dans « Bibliographie de Claude Zaidman », Les cahiers du CEDREF [En ligne, 15 | 2007